# Rosenstock und Edelweiss
Rosenstock und Edelweiss är en operett i en akt med musik av Franz Lehár och libretto av Julius Bauer. Den hade premiär den 20 december 1912 på Kabarett Hölle i källaren till Theater an der Wien. Ibland har verket beteckningen Sångspel.

## Historia
I verket förekommer bara två personer: vallflickan Eva Edelweiss och den judiske handlaren Isidor Rosenstock. De framställs båda som komiska figurer. Stycket är en parodi på tidens föreningar. Operetten var den tredje av fyra korta scenverk som Lehár komponerade och som hade premiär på Kabarett Hölle, som låg i källaren till Theater an der Wien. Raden av uppförda verk började 1906 med barnoperetten Peter und Paul reisen ins Schlaraffenland. 1907 kom det andra verket, Mitislaw der Moderne, en parodi på figuren Greve Danilo från Glada änkan. Med sångspelet Frühling 1922 fullbordades raden. Av dessa fyra kortoperetter hade den sista den största succén.

## Personer
- Eva Edelweiss, vallflicka
- Isidor Rosenstock, handlare

## Musiken
Flertalet av musiknumren i operetten har inte överlevt. Ouvertyren framförs stundtals. År 2004 fanns den med som bonusspår på en CD-inspelning av Lehárs operett Der Sterngucker av märket CPO. Det finns också en kuplett med titeln Wer kommt heut in jedem Theaterstück vor och en vals med titeln Edelweiss Walzer.

### Allmänna källor
- Norbert Linke: Franz Lehár. Rororo-Verlag, Reinbek bei Hamburg 2001, S. 64, 149